# 22 칼리오페
22 칼리오페(22 Kalliope)는 소행성대의 소행성 중 하나이다. 2001년 발견된 28±2 km 크기의 위성인 리누스가 있다.